# Liste der Monuments historiques in Ablis
Die Liste der Monuments historiques in Ablis führt die Monuments historiques in der französischen Gemeinde Ablis auf.

## Liste der Bauwerke
| Bezeichnung              | Beschreibung                  | Standort                    | Kennzeichnung | Schutzstatus | Datum | Bild           |
| ------------------------ | ----------------------------- | --------------------------- | ------------- | ------------ | ----- | -------------- |
| Ehemalige Abtei          | Erbaut im 16. Jahrhundert     | 70, rue Pierre-Troué (Lage) | PA00087356    | Inscrit      | 1925  | weitere Bilder |
| Kirche St-Pierre-St-Paul | Erbaut ab dem 11. Jahrhundert | (Lage)                      | PA00087357    | Inscrit      | 1950  | weitere Bilder |

## Liste der Objekte

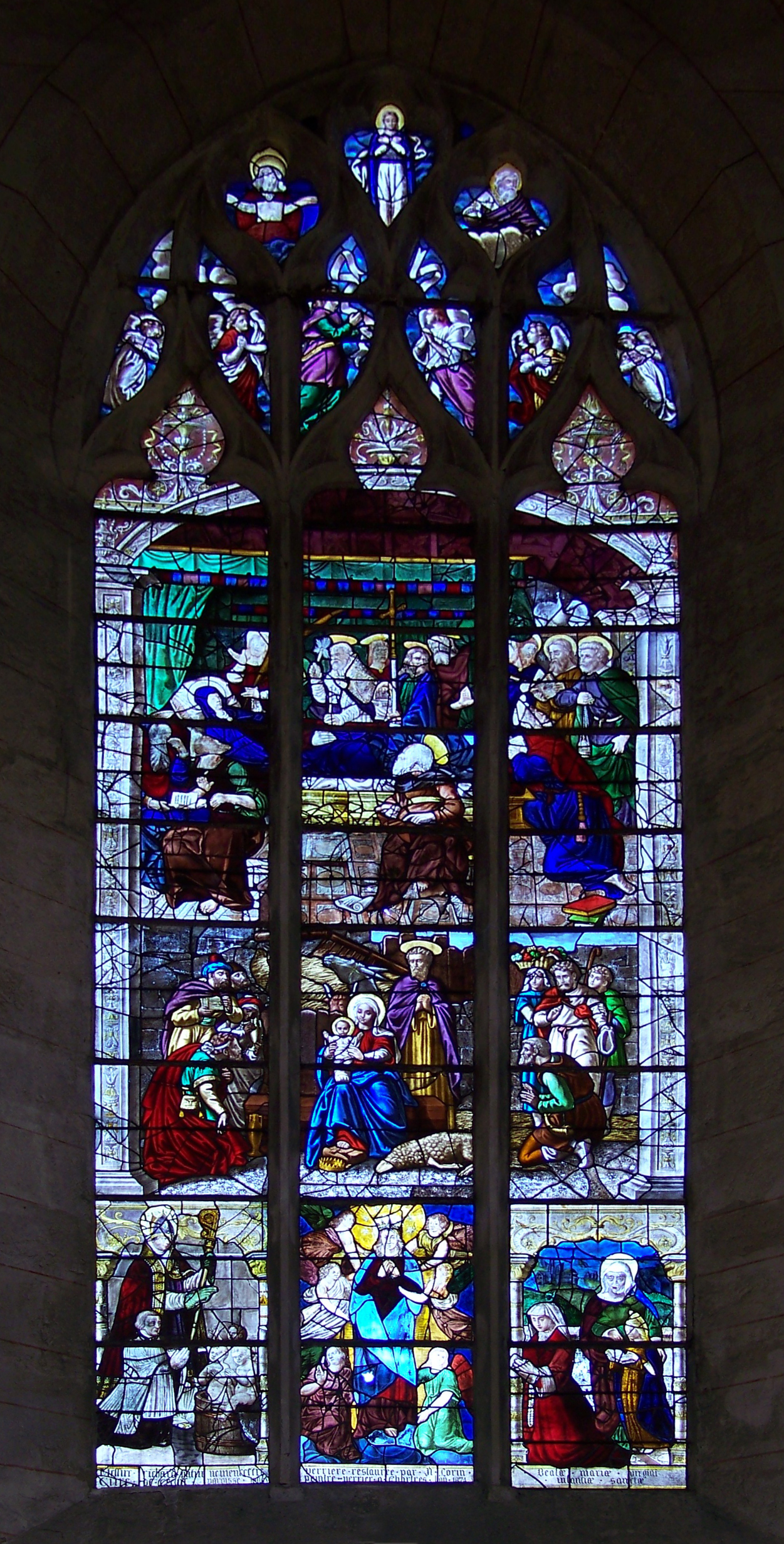
Bleiglasfenster Leben Mariens in der Kirche St-Pierre-St-Paul

- Monuments historiques (Objekte) in Ablis in der Base Palissy des französischen Kultusministeriums

Siehe auch: Marienfenster (Ablis)